# Fort MacKay
Fort MacKay ist ein Weiler (englisch Hamlet) im Bezirk Wood Buffalo in der Region Nord-Alberta, in der Provinz Alberta (Kanada). Benannt wurde der Ort im Jahr 1912 zu Ehren des Mediziners Dr. William Morrison MacKay, dem Präsidenten der Northern Alberta Medical Association.

## Geografie
Fort MacKay liegt rund 50 km nördlich von Fort McMurray, knapp 65 km westlich der Grenze zur Provinz Saskatchewan. Im Osten wird der Ort vom Alberta Highway 63 tangiert. Der Athabasca River fließt durch das Zentrum von Fort MacKay.

## Geschichte
Ureinwohner der Gegend waren First Nations vom Volk der Cree und der Dene. Rund 400 ihrer Nachkommen leben heute als Fort McKay First Nation in einem „Fort McKay“ geschriebenen Indianerreservat.
Da sich MacKay im Gebiet der Athabasca-Ölsande befindet, ist die Gewinnung von Schweröl aus Ölsand ein zentraler Wirtschaftszweig. Aufgrund erheblicher Eingriffe in die Gestaltung der Natur, beispielsweise Bildung des rund zehn Kilometer südlich gelegenen Syncrude tailings ponds sowie ungeklärter Auswirkungen auf die Gesundheit der Bevölkerung, stehen die Ölsandprojekte im Mittelpunkt erheblicher Kritik. Neben den permanenten Einwohnern von Fort MacKay wohnen im Umkreis der Ortschaft weitere Saisonarbeiter, die in der Ölindustrie beschäftigt sind, teilweise in Trailerparks. 
Im Mai 2016 brach südlich von Fort Mackay der Fort McMurray Waldbrand aus, der sich zum größten Waldbrand seit der Erfassung von Klimadaten in der Provinz Alberta entwickelte. Am 6. Mai 2016 wurden 5000 Personen, die aus Fort McMurray geflüchtet waren, in Notunterkünften in Fort MacKay untergebracht. Da sich das Feuer jedoch weiter Richtung Norden ausbreitete, mussten diese Flüchtlinge sowie auch die Bewohner von Fort MacKay evakuiert werden. Wegen des Feuers stellten auch die Ölsand-Industrieanlagen den Betrieb ein.

## Demographie
Der Zensus im Jahr 2011 ergab für die Gemeinde eine Bevölkerungszahl von 562 Einwohnern. Die Bevölkerung hat dabei im Vergleich zum letzten Zensus im Jahr 2006 um 7,9 % zugenommen, während die Bevölkerung in der Provinz Alberta gleichzeitig um 10,8 % anwuchs. Das Medianalter der Bewohner liegt bei 28,7 Jahren.